# Adesmus nevisi
Adesmus nevisi es una especie de escarabajo longicornio del género Adesmus, categorizada en la tribu Hemilophini, de la subfamilia Lamiinae. Fue descrita por Gounelle en 1909.

## Descripción
Mide 12-18 mm de longitud.

## Distribución
Se distribuye por América del Sur: Bolivia y Brasil.